# Mandarin (gyümölcs)

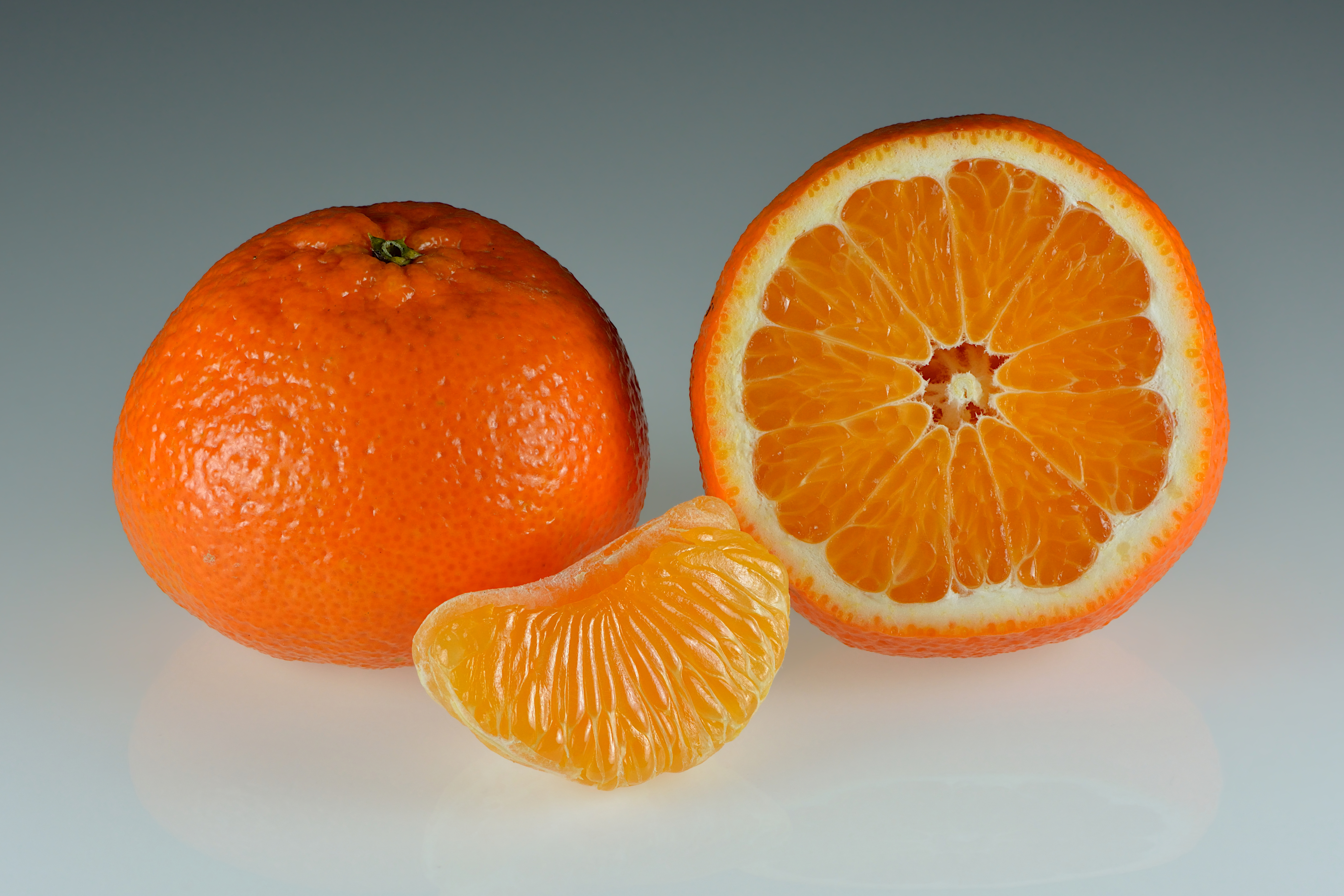

A mandarin (Citrus reticulata) a citrusformák közé tartozó déligyümölcs. Dél-Kínából származik, Európába csak a 19. században kezdték beszállítani.
A mandarin és a narancs hibridje a klementin (Citrus × aurantium), amely a narancshoz hasonlóbb ízű, kézzel könnyen hámozható és nincsenek magok benne.

## Elterjedése
A növény vadon él a Fülöp-szigeteken és Délkelet-Ázsiában, ahol természetes élőhelyei a trópusi és szubtrópusi régiókra korlátozódnak. Azonban nem csupán vadon élő fajként jelentős: a citrustermő vidékeken, különösen a keleti félteke országaiban, mint például Kína, India és a Délkelet-Ázsiai régió más államai, gazdasági szempontból is fontos termesztett növényként jelenik meg. Megfelelő körülmények között, a trópusi éghajlaton is sikeresen tenyészik, ami lehetővé teszi, hogy kiterjedt termesztési területekkel rendelkezzen Afrikában, Közép- és Dél-Amerikában is. Kultivációja során a helyi ökológiai viszonyokhoz igazított fajták alakultak ki, amelyek különböző talaj- és időjárási feltételekhez alkalmazkodtak.
Továbbá, ez a növény szerepet játszik a régiók tradicionális mezőgazdasági rendszereiben, ahol nemcsak gazdasági növényként, hanem kulturális és gyógyászati célokra is használják. A vadon élő populációk genetikai változatossága alapvető fontosságú a nemesítési programok számára, amelyek célja a növény ellenállóbbá tétele az éghajlati változásokkal és a kártevőkkel szemben.

## Fő termesztők
2022-ben Kína adta a világ össztermelésének 61%-át. További jelentős termelők: Spanyolország, Törökország, Egyiptom és Marokkó.

## Megjelenése
A mandarinfa kicsi és örökzöld. Tövises ágain lévő levelei lándzsaszerűek, és tompán fogazott szélűek, 3,5-8 cm hosszúak és 1,5-4 cm szélesek. A kb. 1 cm hosszú nyelek mellett vékony levéllemezcsík található. Virágai illatosak, fehér színűek. Termése narancstermés, melynek külső, viaszos fala sok illóolajat tartalmaz. Belső részét a hártyás válaszfalak üregekre osztják. Ezekben találhatók a magvak, melyeket elhúsosodott, nedvvel teli szőrök vesznek körül. A magok színe sárgászöld vagy világoszöld, gyakran sokcsírás. A gyümölcs kisebb és édesebb a narancsnál, és könnyebben hámozható.

## Termesztése és felhasználása
Általában ősszel szüretelik, és október és január között kerül a gyümölcskereskedésekbe a friss gyümölcs. Egész évben forgalmazzák a hámozott, cukrozott konzervmandarint. A mandarin tápanyagtartalma az EU NWKRL 90/496/EWG szerint a következő:
| 100 g mandarin tartalmaz | 100 g mandarin tartalmaz | 100 g mandarin tartalmaz | 100 g mandarin tartalmaz | 100 g mandarin tartalmaz | 100 g mandarin tartalmaz | 100 g mandarin tartalmaz | 100 g mandarin tartalmaz |
| ------------------------ | ------------------------ | ------------------------ | ------------------------ | ------------------------ | ------------------------ | ------------------------ | ------------------------ |
| kcal                     | kJoule                   | Víz                      | Zsiradék                 | Kálium                   | Kalcium                  | Magnézium                | C-vitamin                |
| 46-50                    | 195-210                  | 85-87 g                  | 0,3 g                    | 210 mg                   | 33 mg                    | 11 mg                    | 30 mg                    |

### A héj felhasználása
A mandarin héja felhasználható frissen – egészben vagy reszelve – vagy szárítva. Használható főtt vagy sült ételek, italok, édességek ízesítésére. A friss héjból hideg sajtolással kinyert illóolajat édességek, zselatin, fagylalt, rágógumi és sütemények, valamint likőrök ízesítésére használják. Egy milliliter mandarinolaj előállításához 2–3 kilogramm gyümölcs héjára van szükség. Kétféle mandarinolaj létezik: a zöld változatot a még éretlen, az édesebb vörös változatot az érett gyümölcs héjából állítják elő. Mindkét variáns 85–95%-ban monoterpénekből, aldehidekből és észterekből áll. Mivel az olajat a héjból nyerik ki, ha az a termesztés során növényvédő szereknek van kitéve, ezek a sajtoláskor az olajba is bekerülhetnek.

## Galéria

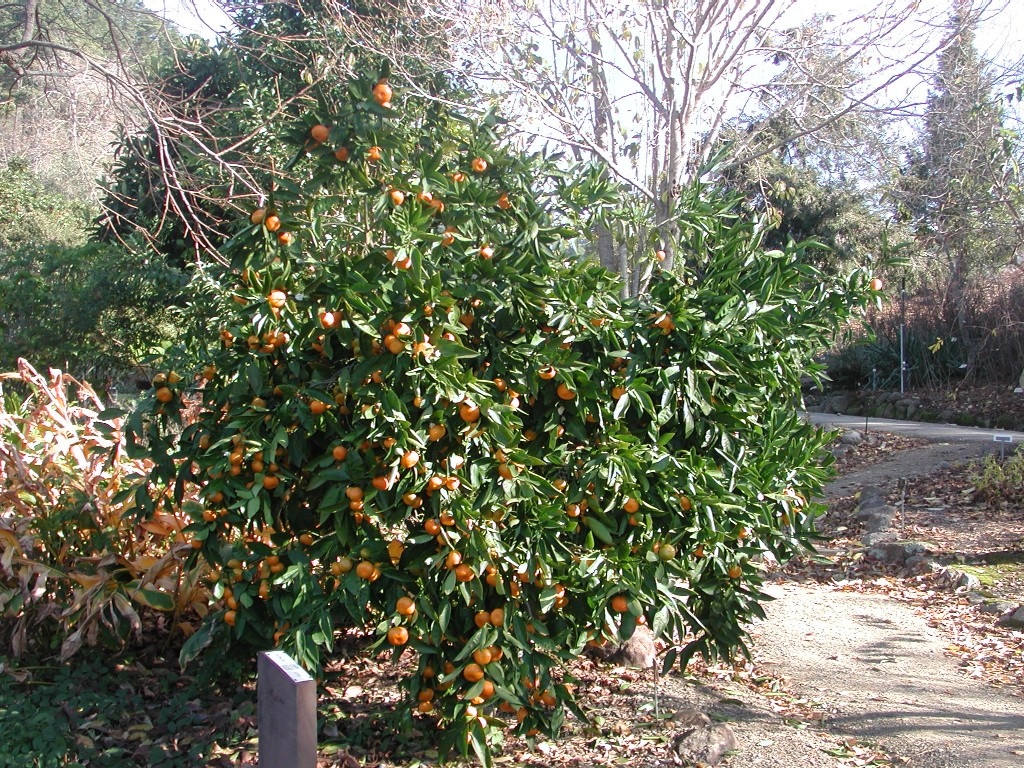
Mandarinfa
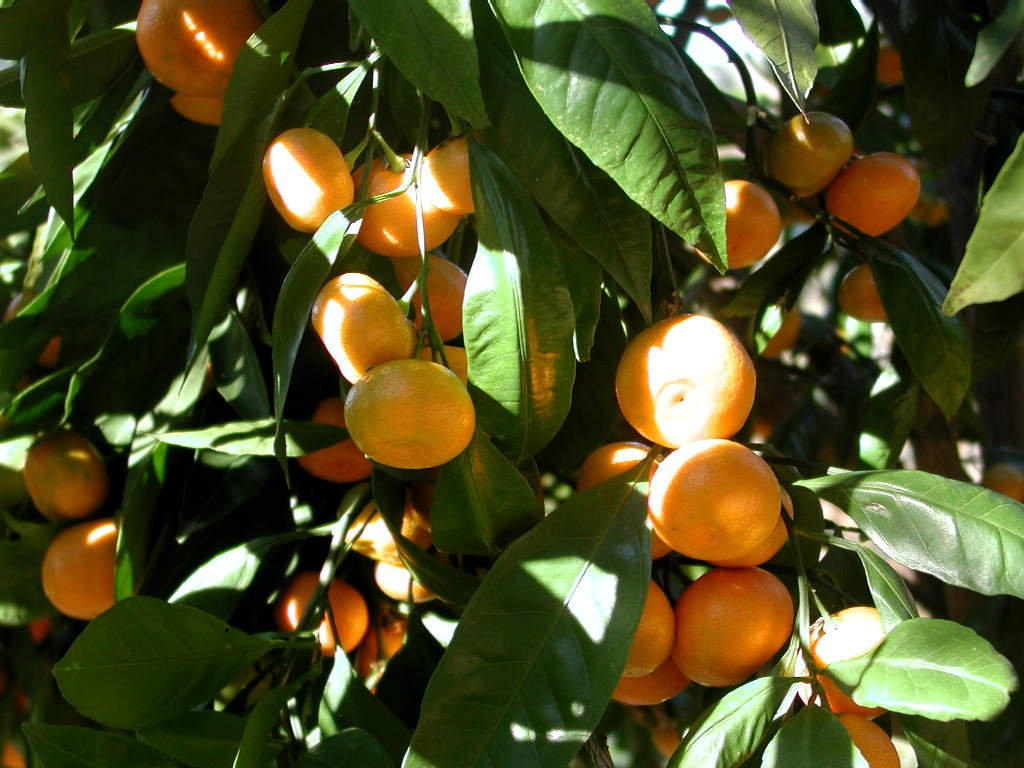
Mandarinfa közelről
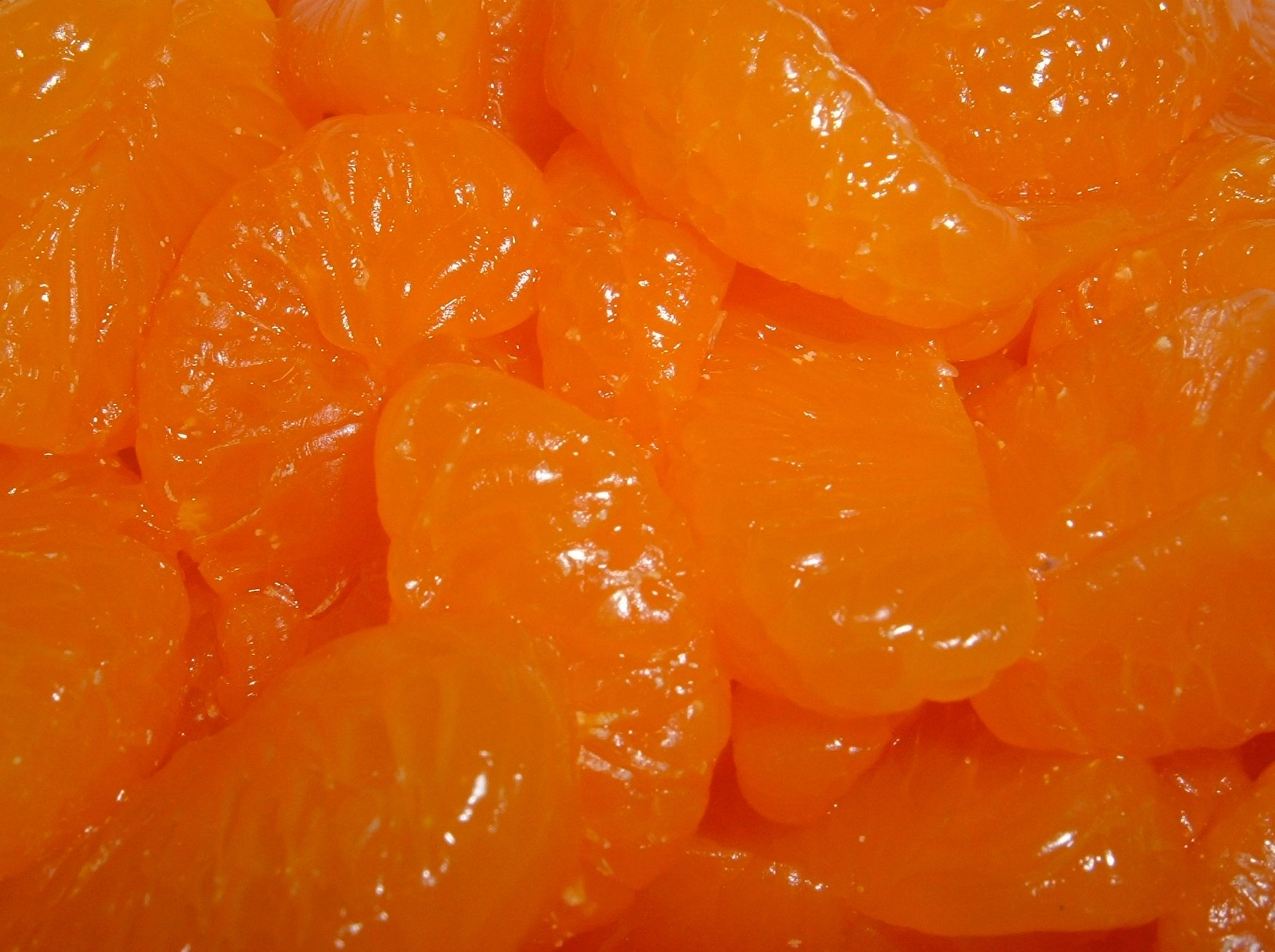
Mandaringerezdek
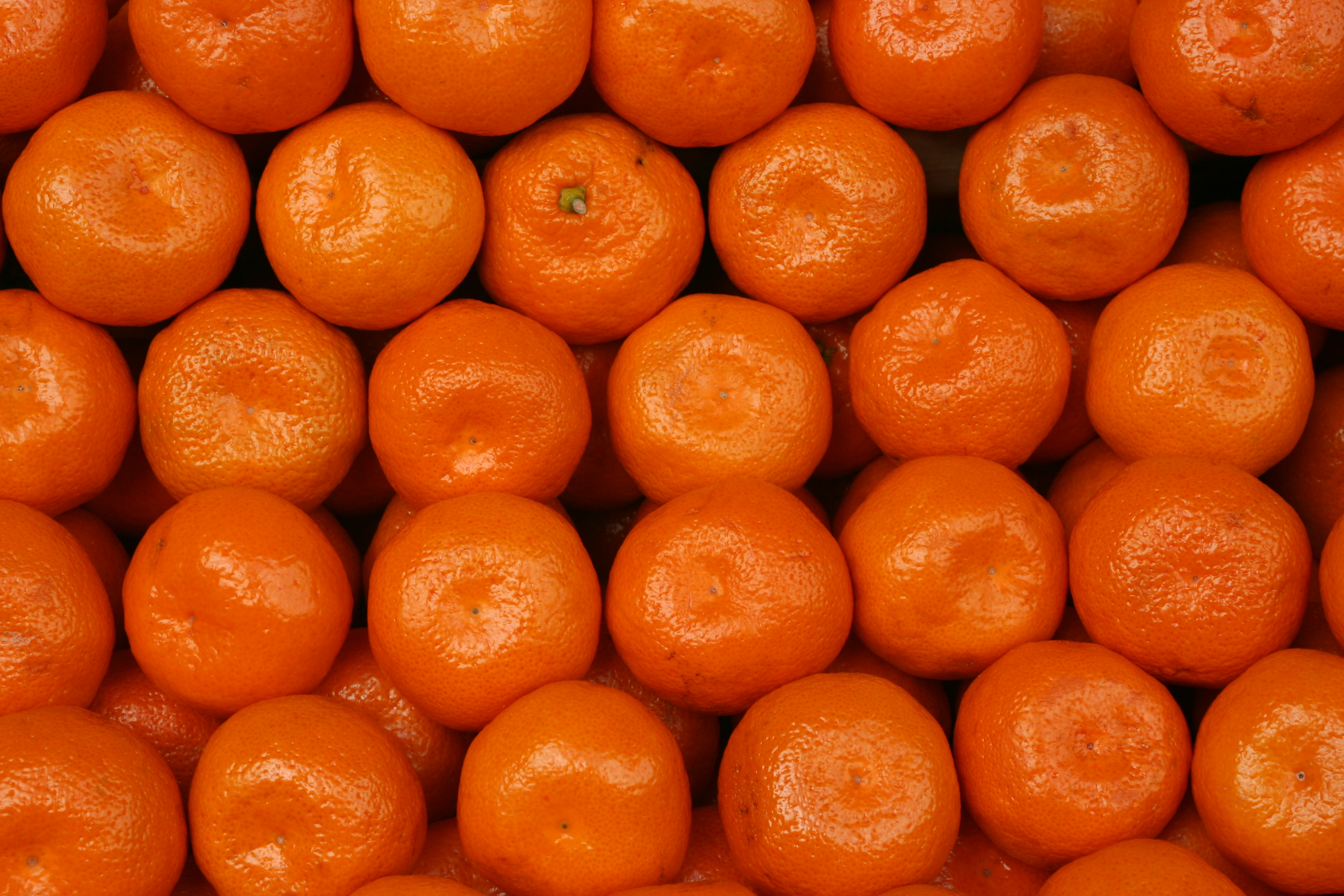
Mandarinok sorokba és oszlopokba rendezve

## Fordítás
- Ez a szócikk részben vagy egészben  a   Mandarine című német Wikipédia-szócikk ezen változatának fordításán alapul.  Az eredeti cikk szerkesztőit annak laptörténete sorolja fel. Ez a jelzés csupán a megfogalmazás eredetét és a szerzői jogokat jelzi, nem szolgál a cikkben szereplő információk forrásmegjelöléseként.
- Ez a szócikk részben vagy egészben  a   Mandarin orange című angol Wikipédia-szócikk ezen változatának fordításán alapul.  Az eredeti cikk szerkesztőit annak laptörténete sorolja fel. Ez a jelzés csupán a megfogalmazás eredetét és a szerzői jogokat jelzi, nem szolgál a cikkben szereplő információk forrásmegjelöléseként.